# オリンパス・OM-D E-M1
オリンパス・OM-D E-M1は、2013年10月にオリンパス（現OMデジタルソリューションズ）から発売されたマイクロフォーサーズシステムのミラーレス一眼カメラである。

## 概要

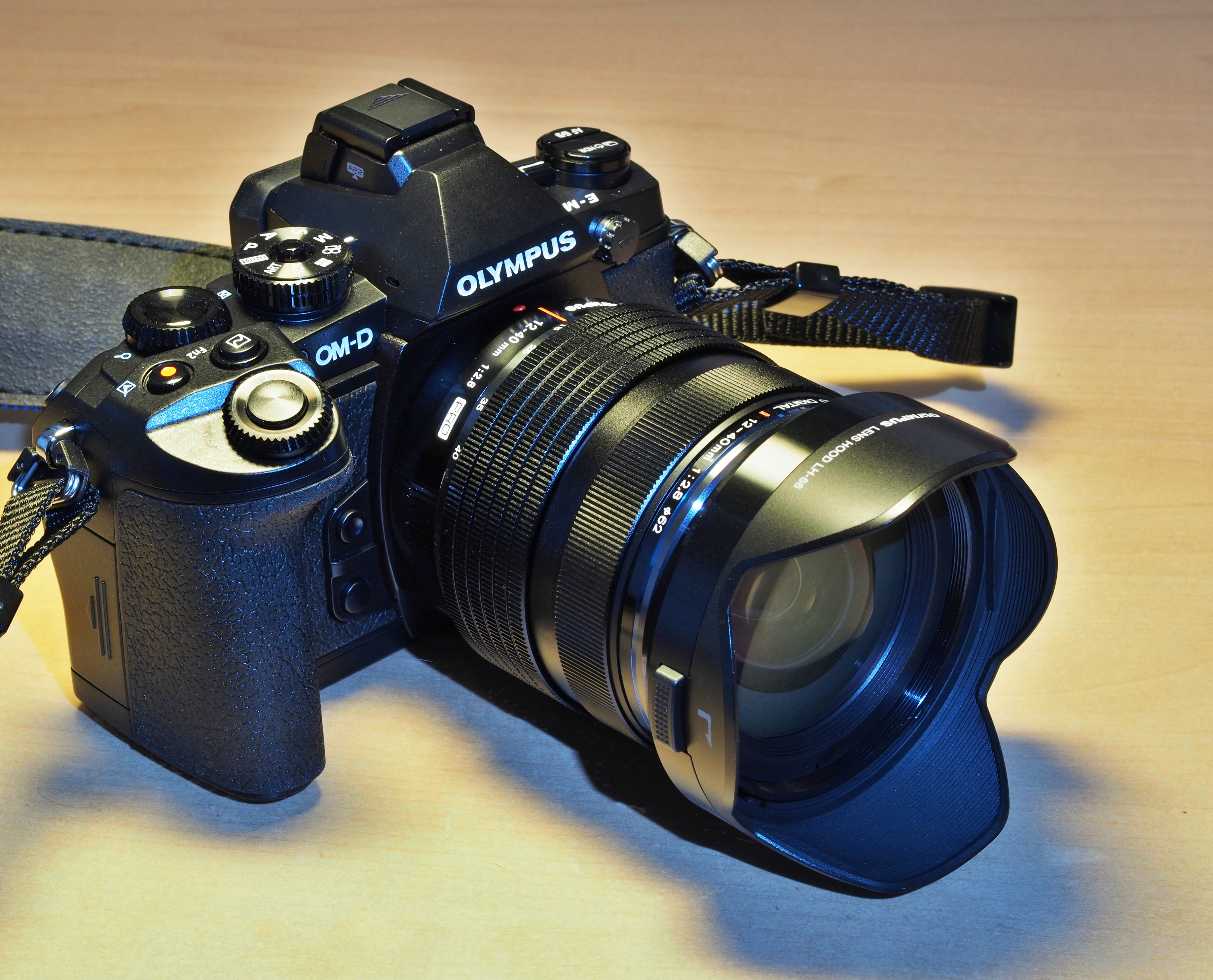
オリンパス・OM-D E-M1

オリンパスのマイクロフォーサーズシステムのミラーレス一眼カメラのうち、OM-Dシリーズに属する機種で、同シリーズとしてはE-M5に次ぐ第2弾に当たる。
本機はフォーサーズシステムのE-5の後継機とされるオリンパスのフラッグシップ機であり、また、フォーサーズシステムとマイクロフォーサーズシステムとを統合する機種と位置づけられている。このため、マイクロフォーサーズ規格レンズ用のコントラストAFに加えて、フォーサーズ規格レンズ用の像面位相差AFを兼ね備え、レンズによって両者が自動的に切り替わる。なお、本機種以降のオリンパスのレンズ交換式デジタルカメラの開発はマイクロフォーサーズのみに絞られ、フォーサーズシステムの新製品の予定はないとされている。
ボディは、当初ブラックのみであったが、2014年10月にシルバーが追加発売された。
2016年12月に、後継機のOM-D E-M1 Mark IIが発売され、2017年のカメラグランプリ大賞を受賞した。
2019年2月、上位モデルのOM-D E-M1Xが発売された。

## 仕様
| 撮像素子            | 形式:4/3型 Live MOSセンサー サイズ:17.3mm×13.0mm |
| カメラ部有効画素数  | 1,628万画素 |
| レンズマウント      | マイクロフォーサーズマウント |
| 静止画記録方式      | 記録フォーマット:DCF、DPOF準拠／Exif対応、PRINT Image Matching Ⅲ、MPO準拠 記録画像形式:RAW（12bitロスレス圧縮）JPEG、JPEG＋RAW、MPO（3D） 記録画像サイズ:［RAW］4608×3456 ［JPEG］4608×3456～640×480 |
| AF方式              | ハイスピードイメージャAF（イメージャコントラストAF、イメージャ位相差AF併用） |
| 測距点              | 81エリア |
| 測光方式            | TTL撮像センサー測光（324分割デジタルESP測光、中央部重点平均測光、スポット測光、スポット測光 ハイライト&シャドー） |
| 連続撮影            | 約10コマ/秒（連写H）、約6.5コマ/秒（連写L） |
| ISO感度             | ISO 200 〜 25600 |
| ホワイトバランス    | オート / プリセット（7種） / ワンタッチWB / カスタムWB |
| シャッター速度      | 60秒 〜 1/8000秒 |
| 低振動撮影          | シャッター方式:電子先幕シャッター シャッター速度:1/320～60秒 |
| 静音撮影            | シャッター方式:電子シャッター シャッター速度:1/16000～1/8秒 |
| 手ぶれ補正          | ボディ内蔵式（撮像センサーシフト式5軸手ぶれ補正）、手ぶれ補正効果4.0段 |
| ファインダー        | アイレベル式液晶ビューファインダー（約236万ドット） |
| 液晶モニタ          | 3.0型可動式液晶（約104万ドット） |
| ライブビュー        | 視野率約100％、露出補正反映、ホワイトバランス反映、階調オート反映、顔検出反映（最大8人）、罫線表示、拡大表示（3倍／5倍／7倍／10倍／14倍）、ノーマル、ヒストグラム、ハイライト＆シャドー、水準器表示、OFF |
| 動画                | 動画記録方式:MOV（MPEG-4AVC/H.264） 動画記録画素数/フレームレート/圧縮方式: ［MOV］1920x1080(FHD)/30p、25p、24p/IPB１(F,N) 1280x720(HD)/30p、25p、24p/IPB(F,N) 30p：29.97fps、25p：25.00fps、24p：23.98fps FHD IPB（F：Fine/約26Mbps、N：Normal/約18Mbps） 最長記録時間:［MOV］フルHD：約29分（ノーマル）／約22分（ファイン）HD：約29分（ノーマル）／ 約29分（ファイン） 動画撮影時手ぶれ補正: M-IS1(撮像センサーシフト式＆電子式 手ぶれ補正によるマルチモーションIS)、 M-IS2(撮像センサーシフト式によるマルチモーションIS)、OFF |
| 入出力              | USB、AV、リモコン端子:専用マルチコネクター（USB：USB2.0 Hi-Speed、ビデオ出力（SD/モノラル）：NTSC/PAL選択可能、別売リモートケーブルRM-UC1使用可能） HDMI端子:HDMIマイクロコネクター（タイプD） フラッシュ端子:ホットシュー/シンクロ端子 アクセサリーポート2:専用マルチコネクター（別売VF-2・3・4、マイクセット1 SEMA-1、マクロアームライト MAL-1、コミュニケーションユニット PP-1使用可能） 無線LAN:内蔵（IEEE 802.11b/g/n） マイク入力ジャック:Φ3.5 ステレオミニジャック                                                        |
| 記録媒体            | SDメモリーカード（SDHC/SDXC/UHS-I対応） |
| 電源                | 使用電池:専用リチウムイオン充電池 BLN-1 最大撮影枚数:約350枚（BLN-1、東芝 SDHC UHS-Iカード EXCERIA™TYPE1 32GB使用時、IS ON、CIPAの試験基準による） |
| 本体サイズ（W×H×D） | 130.4(W)×93.5(H)×63.1(D)mm |
| 質量（本体のみ）    | 497g |